# Femmes gangsters
Pour plus de détails, voir Fiche technique et Distribution.
Femmes gangsters (Swamp Women) est un film américain réalisé par Roger Corman, sorti en 1956.

## Synopsis
Les protagonistes sont trois femmes évadées de prison, Josie, Vera et Marie, accompagnées d'une policière infiltrée, le lieutenant Lee Hampton. Les condamnées sont à la recherche de diamants volés, censés se trouver dans un marais en Louisiane. Leur évasion fait, sans qu'elles le sachent, partie d'un plan qui vise à les suivre afin de retrouver les diamants. Le lieutenant doit alors notifier ses collègues, qui arrêteront les fuyardes et restitueront le butin à son propriétaire.
Cependant, une fois arrivées sur place dans le marais, les évadées volent le bateau d'un géologue qui y menait des recherches, ce qui conduit à la mort de la compagne de ce dernier, tuée par des alligators. Puis, après la récupération des diamants, l'une des évadées trahit les autres et tente de s'enfuir avec le trésor et leurs armes, mais elle est tuée par une de ses camarades. Les deux survivantes, qui commencent à avoir des soupçons quant à la policière infiltrée, menacent de tuer le géologue si elle ne leur dit pas la vérité. 
La bagarre qui s'ensuit, entre les prisonnières évadées et Lee assistée du géologue, laisse le temps à la police d'intervenir et d'arrêter les deux criminelles encore en vie.

## Fiche technique
- Titre original : Swamp Women
- Titre français : Femmes gangsters[1]
- Réalisation : Roger Corman
- Scénario : David Stern
- Photographie : Frederick E. West
- Musique : Willis Holman
- Montage : Ronald Sinclair
- Société de production : Bernard Woolner Productions
- Pays d'origine :  États-Unis
- Format : Couleur (Eastmancolor)
- Genre : Film d'aventure, Film policier, Film d'horreur, Thriller
- Durée : 67 minutes ou 84 minutes selon les versions
- Date de sortie : 
  - États-Unis : 1956
  - France : 6 septembre 1963[1]

## Distribution
- Marie Windsor : Josie Nardo
- Carole Mathews : Lieutenant Lee Hampton
- Beverly Garland : Vera
- Mike Connors : Bob Matthews
- Jonathan Haze : Charlie, le pickpocket
- Ed Nelson : Sergent de police
- Susan Cummings : Marie
- Jill Jarmyn : Billie